# صخر حبش
يحيى عبد السلام عبد الهادي حبش واسمه الحركي صخر حبش (أبو نزار؛ 10 نوفمبر 1939–1 نوفمبر 2009) كاتب وشاعر وسياسي فلسطيني ولد في بيت دجن بيافا عام 1939 وبعد النكبة انتقل إلى مخيم بلاطة للاجئين في محافظة نابلس وهو حاصل على شهادة الماجستير في الهندسة الجيولوجية من جامعة أريزونا في لولايات المتحدة عام 1965 وفي عام 1976 انتخب أمينا لسر المجلس الثوري  وتوفي ودفن في البيرة عام 2009.

## تعليمه
درس المرحلة الأساسية في مدرسة بيت دجن الابتدائية ومدرسة وكالة الغوث في مخيم بلاطة والمدرسة الخلدونية في نابلس، ودرس الثانوية في المدرسة الصلاحية في نابلس، وحصل على الثانوية العامة من كلية النجاح في نابلس، ونال درجة البكالوريوس في الجيولوجيا والكيمياء من جامعة عين شمس في مصر عام 1962، ودرجة الماجستير في الهندسة الجيولوجية من جامعة أريزونا في الولايات المتحدة الأمريكية عام 1967. عمل مدرسًا للفيزياء في مدرسة الساوية عام 1956، ثم موظفًا في شركة بارسونز الأمريكية التي كانت تعمل في التنقيب عن الفوسفات في الأردن عام 1962، ثم موظفًا في سلطة المصادر الطبيعية في الأردن عام 1962، ومشرفًا على مصادر المياه في الضفة الغربية.

## نشاطه السياسي
أصيب حبش بطلق ناريٍ في ساقه من بندقية صهيونية أواخر عام 1947.
انضم إلى حزب البعث عام 1954، ثم التحق بحركة فتح عام 1962 وتلقى تدريبات عسكرية في معسكر الهامة التابع لها في سوريا عام 1967. تولى مسؤولية التنظيم في المنطقة الوسطى في الأردن وأصبح في عام 1968 عضوًا في قيادة «إقليم الأردن» ممثلا عن الضفة الغربية، كمان كان مسؤولا عن معسكرات الأشبال فيه، ومن المشرفين على الإذاعة الفلسطينية في منطقة الحسين. واعتقل في أحداث الأردن عام 1970.
في عام 1971 إنضم إلى قيادة لجنة التنظيم التابعة لما عرف بال«قطاع الغربي»، وانتخب عضوًا في مجلس حركة فتح الثوري وتولى منصب قيادة إقليم لبنان في تشرين الأول/أكتوبر عام 1973. تولى أمانة سر المجلس الثوري عام 1980، ومنصب وأمين سر مكتب القائد العام، كما اختير ورئيسًا لجمعية الصداقة الفلسطينية السوفياتية عام 1981، وبعث سفيرًا لفلسطين في الاتحاد السوفييتي عام 1984. أنتخب في المؤتمر الخامس لحركة فتح عضوًا في اللجنة المركزية عام 1989، وعُيِّن مفوضًا للشؤون الفكرية والدراسات في حركة فتح عام 1996، وعمل منسقًا للقوى الوطنية والإسلامية خلال الانتفاضة الثانية.

## أعمال أدبية
أصدر حبش دواوين شعرية منها:
- شهادات للجرح المقاتل (1974).
- الدرب الفلسطيني بالتنشين (1974).
- لازم تزبط (1978).

كما نشر عددا من الدراسات والكتب المنشورة، أهمها
- النقد والنقد الذاتي (1974).
- تطور الفكر الفتحاوي.

وله أيضا عدد من الأعمال النثرية منها:
- الوصايا العشر في قانون فرسان الملك (1977).
- ومسرحية أشعار في زمن الفتح.
- رواية «سلمى».[5]

## وفاته
توفي في الأول من تشرين الثاني/ نوفمبر عام 2009، ودفن في البيرة.

## تكريم بعد وفاته
وفي أكتوبر 2013 منحه الرئيس الفلسطيني محمود عباس وسام نجمة القدس 